# Whiting (Wisconsin)
Whiting é uma vila localizada no estado norte-americano de Wisconsin, no Condado de Portage.

## Demografia
Segundo o censo norte-americano de 2000, a sua população era de 1760 habitantes.
Em 2006, foi estimada uma população de 1598, um decréscimo de 162 (-9.2%).

## Geografia
De acordo com o United States Census Bureau tem uma área de
5,5 km², dos quais 4,8 km² cobertos por terra e 0,7 km² cobertos por água. Whiting localiza-se a aproximadamente 328 m acima do nível do mar.

## Localidades na vizinhança
O diagrama seguinte representa as localidades num raio de 20 km ao redor de Whiting.